# Solenodon cubanus
El almiquí de Cuba (Solenodon Cubanus) es una especie de mamífero soricomorfo de la familia Solenodontidae. Esta especie es endémica de Cuba, y está en peligro de extinción. Posee una mordida venenosa, usada probablemente para inmovilizar presas tan grandes como una rana. Es de hábitos solitarios. No se conocen subespecies.
Uno de los santuarios de la especie es el Parque nacional Alejandro de Humboldt.